# Estação Kobri El-Qobba
Kobri El-Qobba (em árabe: كوبري القبة) é uma das estações da linha 1 do metro do Cairo, no Egito.Foi aberta ao público em 5 de abril de 1989, quando da inauguração da segunda etapa  da Linha 1, trecho com 14 km de comprimento entre as estações Shoubra El Khiema ao norte Giza ao sul.

## Arredores

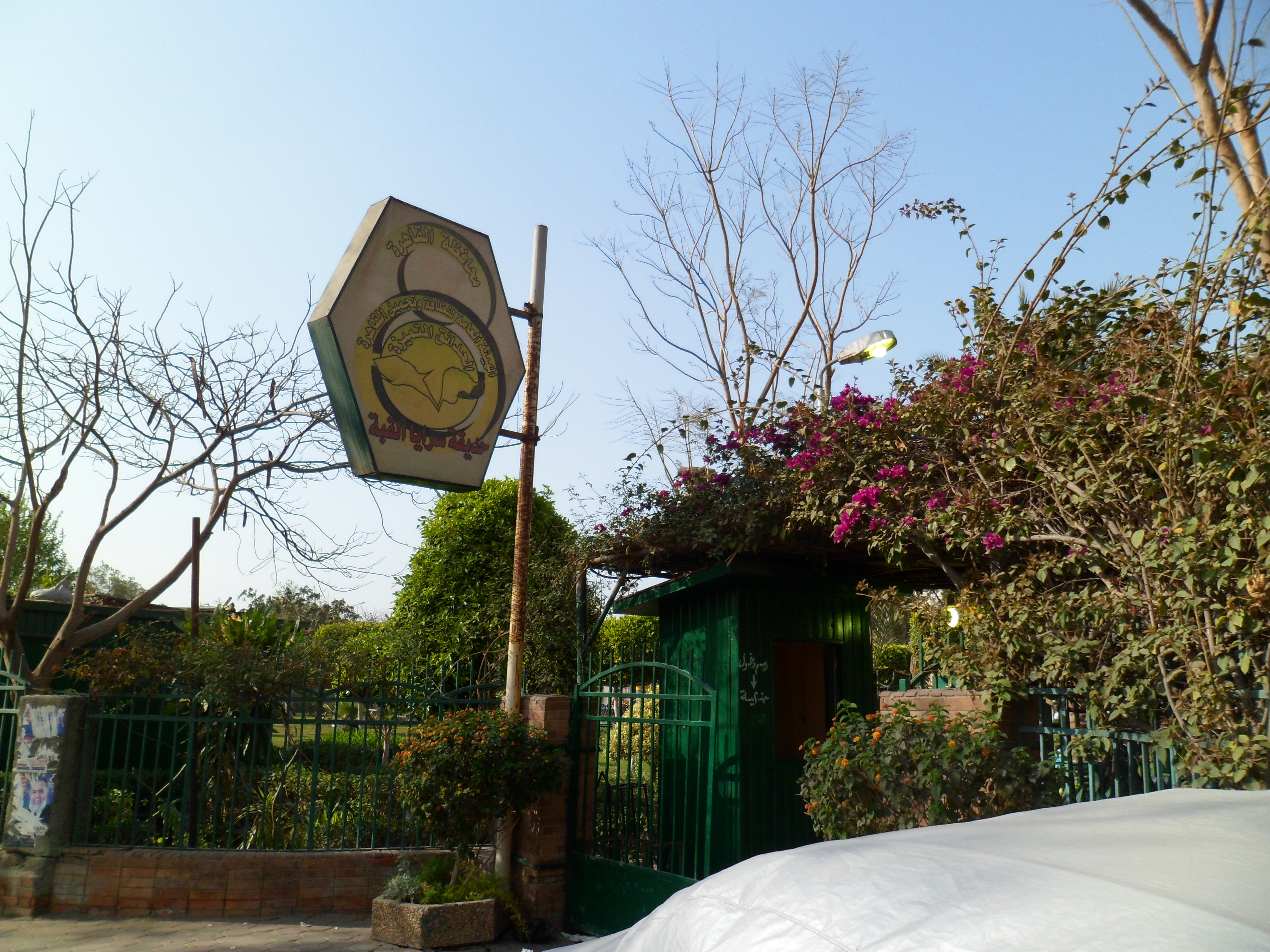
Acesso aos Jardins de El Qubba.

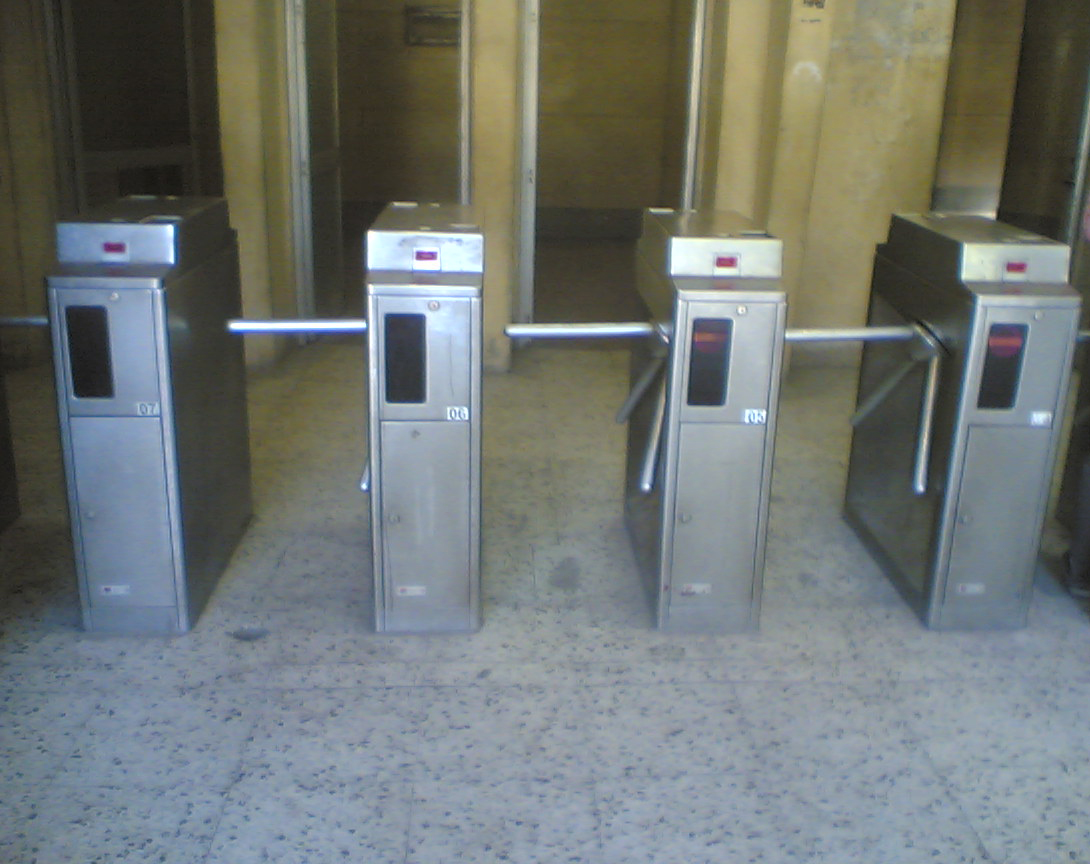
Catracas de acesso do Metro do Cairo.

A estação está localizada no bairro de Saray El Qubba e dá acesso ao Palácio El Qubba construído em meados do século XIX, um dos maiores palácios da cidade do Cairo.